# Les Évadés (film, 1994)
Cet article concerne le film de Frank Darabont. Pour le film de Jean-Paul Le Chanois, voir Les Évadés.
Pour les articles homonymes, voir Les Évadés.
Pour plus de détails, voir Fiche technique et Distribution.
Les Évadés ou À l'ombre de Shawshank au Québec (The Shawshank Redemption) est un film américain écrit et réalisé par Frank Darabont et sorti en 1994.
Le film s'inspire du roman court Rita Hayworth et la Rédemption de Shawshank de Stephen King, paru dans le recueil Différentes Saisons. Il raconte l'histoire d'Andy Dufresne (Tim Robbins), un homme injustement condamné pour les meurtres de sa femme et de l'amant de celle-ci, et qui va passer près de vingt ans à la prison d'État de Shawshank, endurant diverses épreuves mais se liant également d'amitié avec Ellis Boyd « Red » Redding (Morgan Freeman), un autre détenu.
Le film, qui a été un échec commercial en ne rapportant que 16 millions de dollars lors de sa première sortie en salle, a eu droit à une réédition en salle qui, combinée aux recettes internationales, a porté les recettes du film à 73,3 millions de dollars. Il a depuis acquis le statut de film culte, figurant notamment dans la liste des 100 meilleurs films de l'American Film Institute ainsi qu'à la première place du classement des meilleurs films de l'Internet Movie Database.
En 2015, le film est sélectionné par le National Film Preservation Board pour conservation à la Bibliothèque du Congrès aux États-Unis, en raison de son intérêt « culturel, historique, ou esthétique important ».

## Synopsis

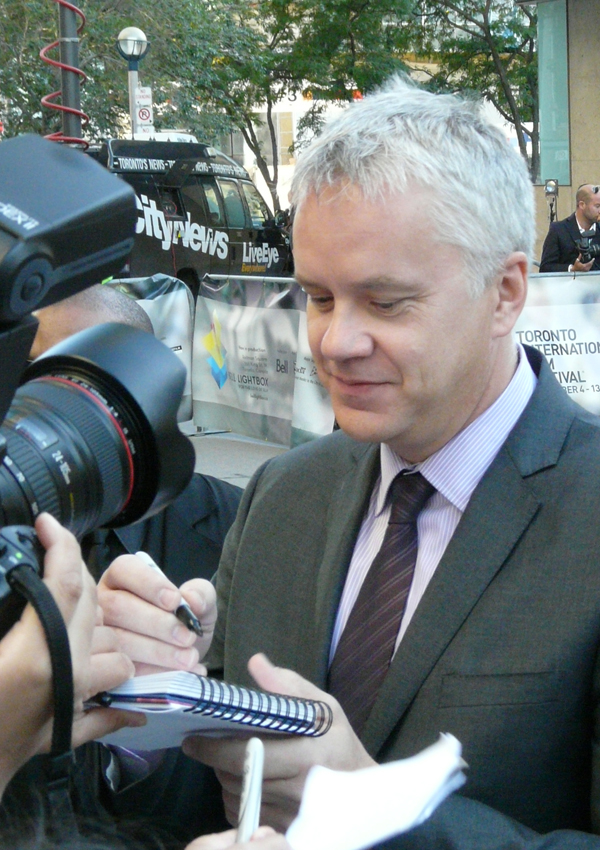
Tim Robbins, l'interprète d'Andy Dufresne, en 2008.

1947. Andy Dufresne, un banquier américain, est jugé coupable du meurtre de son épouse et de l'homme avec qui celle-ci le trompait. Pour ce double meurtre, et bien qu'il ait clamé son innocence depuis le début, Dufresne est condamné à subir deux peines de prison à vie consécutives.
Emprisonné à la prison d'État de Shawshank dans l'État du Maine, Dufresne y est « accueilli » par le directeur de la prison, Samuel Norton, quand celui-ci vient inspecter les nouveaux arrivants. Homme ambitieux et pétri de valeurs religieuses traditionnelles, Norton est épaulé par un gardien-chef brutal et sans pitié, le capitaine Byron Hadley, qui ne craint pas de recourir à une violence sans limites (jusqu'à la mort de détenus, si nécessaire) afin de faire respecter la discipline.
Peu communicatif au début de son incarcération, Dufresne se lie progressivement d'amitié avec certains prisonniers, en particulier un détenu noir, Ellis Redding surnommé « Red », ainsi qu'avec la bande qui gravite autour de celui-ci. Ce prisonnier, dont on dit qu'il est « homme à dégoter des choses » fait office d'intermédiaire, faisant passer en fraude des marchandises en provenance de l'extérieur de la prison en contrepartie d'un petit pourcentage sur la vente. D'ailleurs Andy, grand amateur de géologie avant sa condamnation, lui demande un jour de lui procurer un petit marteau taille-pierre. Cet outil lui servira à sculpter des morceaux de roches qu'il tentera de récolter dans la cour de la prison pour, entre autres, se constituer des pièces d'échecs, un jeu qu'Andy apprécie. Andy lui demandera plus tard une grande affiche de Rita Hayworth (affiche qui sera remplacée au fil des années par celle de Marilyn Monroe, puis de Raquel Welch), qu'il placardera sur un mur de sa cellule.
Cependant, Dufresne doit également faire face à des individus moins amicaux ; alors qu'il travaille à la laverie de la prison, il est régulièrement persécuté par certains de ses codétenus — trois hommes surnommés les « Trois Sœurs » — qui veulent obtenir de lui des faveurs sexuelles. Andy se défend avec acharnement à de nombreuses reprises, mais au prix de visites régulières à l'infirmerie quand il n'arrive pas à résister aux assauts inattendus de Bogs et ses complices.
1949. Un jour, alors qu'il recouvre de goudron le toit d'un des bâtiments de la prison lors d'un travail collectif, Dufresne propose inopinément au gardien-chef Hadley ses services en matière de fiscalité, et ce de manière très hardie. Cette initiative l'amène à frôler de peu la mort, Hadley menaçant de le jeter du toit. Mais Andy parvient in extremis à le convaincre de ses compétences. Cet incident marque alors le début d'une relation « d'affaires » entre Andy et les gardiens de la prison (Dufresne se chargeant de remplir leurs déclarations d'impôts), mais également et surtout avec le directeur de la prison. En effet, Samuel Norton charge Andy de « blanchir » ses revenus illégaux, issus des pots-de-vin liés aux marchés passés avec la communauté pour l'exploitation des détenus dans des travaux collectifs en dehors de la prison.
À la suite d'une énième attaque des « Trois Sœurs » qui entraîne une violente bastonnade d'Andy, envoyant celui-ci à l'infirmerie pour un mois, le gardien-chef Hadley (qui, étant donné l'intérêt porté par Norton à Andy concernant ses compétences de banquier) inflige une correction impitoyable à l'un de ses agresseurs, Bogs, le rendant paraplégique à vie. Cela fait par la même occasion cesser définitivement les tourments de Dufresne, les autres détenus sachant désormais qu'il est intouchable.
Au fil de longues années, et après maintes lettres envoyées au Sénat du Maine (une lettre par semaine puis, après un premier succès, deux lettres par semaine), Dufresne parvient à obtenir une petite dotation financière ainsi qu'un important stock de livres, de revues et de disques pour garnir la miteuse bibliothèque de la prison. Muté de la laverie à cet endroit dès lors qu'il a commencé à s'occuper des déclarations d'impôts des gardiens et des comptes de Norton, il utilise la bibliothèque et ses annexes comme un bureau pour ses différentes activités : le conseil en fiscalité — d'où il embauche tous les ans Red et sa bande afin qu'ils l'aident à organiser la masse des déclarations —, mais également comme un lieu de détente et de découverte culturelle pour les détenus. Enfin, Andy aide les prisonniers qui souhaitent reprendre leurs études, les entraînant en vue de leur faire passer des examens.

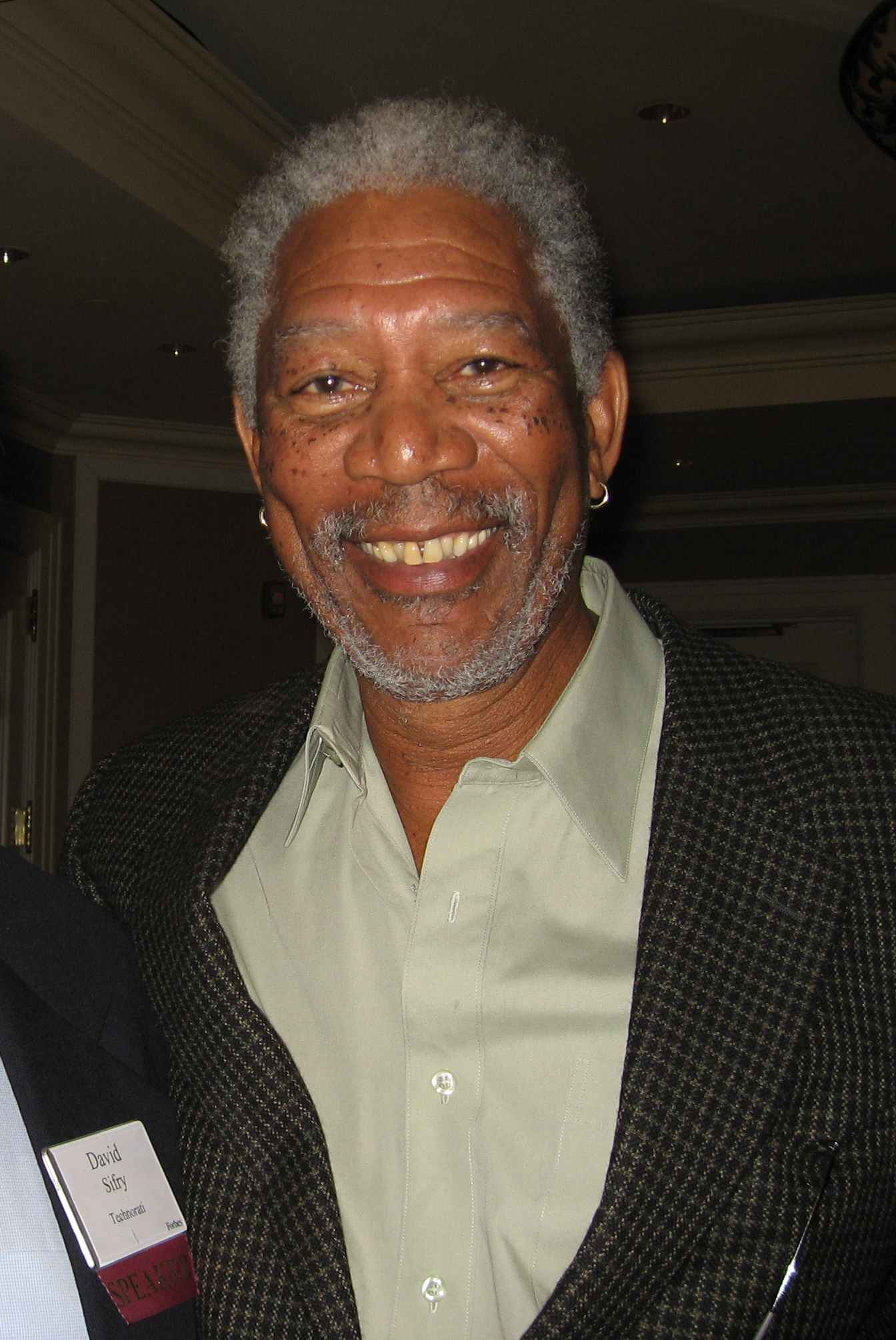
Morgan Freeman, l'interprète de Red, en 2006.

1965. Cette année-là arrive à Shawshank un jeune loubard dénommé Tommy Williams, que Red surnomme « M. Rock 'n' roll ». Tommy intègre la bande de Red et Andy le prend sous son aile, l'aidant à rependre ses études. Peu après, à la suite des déclarations de Tommy, Dufresne a la confirmation qu'il n'est pas responsable de la mort de sa femme et de l'amant de celle-ci : en effet, Tommy, lors d'un précédent séjour en prison a côtoyé le véritable meurtrier, Elmo Blatch qui, avec arrogance, lui a raconté toute l'histoire. Andy demande alors l'aide du directeur de la prison, voyant là une chance unique pour faire rejuger son affaire. Mais Norton refuse. En effet, le directeur a besoin d'Andy pour s'occuper de ses affaires louches ; mais surtout, il craint de voir ses fraudes révélées au grand jour si Andy était libéré. Dufresne, interloqué, en lui demandant pourquoi il est si « obtus » et en essayant de le rassurer sur son silence, ne fait qu'effrayer et enrager Norton. Ce dernier le met à l'isolement strict durant un mois, une peine très dure.
Pendant ce temps, Norton interroge Tommy Williams. Quand il comprend que le jeune homme est décidé à témoigner en faveur de Dufresne pour faire rejuger son affaire, Norton le fait éliminer par le capitaine Hadley, maquillant ce meurtre en une tentative d'évasion. Le lendemain, Norton rend visite à Dufresne dans sa cellule d'isolement et lui raconte à mots couverts ce qui s'est passé. Il menace ensuite de lui retirer toute protection, ainsi que de détruire la bibliothèque qu'il avait aidé à rénover si Andy cherchait par quelque moyen que ce soit à continuer ces « chimères ». Et de lui donner derechef un mois de plus en isolement total, histoire de bien y réfléchir…
Après deux mois de ce traitement, Dufresne, apparemment brisé, reprend sa vie et sa routine habituelle à la prison, dominé par Norton et ses menaces. Andy parle alors à Red d'une ville au Mexique, Zihuatanejo, ainsi que d'une cache à proximité d'un village du Maine, Buxton, que Red devra trouver le jour où il sera libéré.
1966. Red, devenant inquiet au sujet du moral d'Andy, plus taciturne que jamais et ayant peur qu'il ne se suicide, apprend que celui-ci s'est procuré une longueur de corde à l'atelier de la prison. Ne pouvant lui parler de toute la journée, Red endure une nuit terrible sans sommeil, inquiet de ce qui pourrait arriver. Au matin, alors que le spectateur redoute comme Red qu'Andy ne se soit donné la mort, les gardiens découvrent avec stupeur que Dufresne a disparu de sa cellule.
Durant la fouille de la cellule de Dufresne par un Norton hystérique, le directeur découvre fortuitement que l'affiche punaisée au mur masque l'entrée d'un tunnel, qu'Andy a minutieusement creusé pendant ses dix-neuf années d'incarcération à l'aide du marteau taille-pierres fourni par Red. Norton découvre également que Dufresne, pour échapper aux fouilles de cellule régulièrement organisées, cachait son marteau taille-pierres à l'intérieur de la Bible dont un exemplaire est remis à chaque prisonnier. Le tunnel creusé par Dufresne mène à un conduit d'évacuation des eaux usées, qui débouche à l'extérieur des murs de la prison dans une rivière. Dufresne, profitant de la nuit où avait éclaté un orage, est parvenu à s'introduire dans le conduit d'évacuation, rampant dans la fange sur 500 m avant de déboucher dans la rivière où se déverse le conduit, souillé mais enfin libre.
À la suite de son évasion réussie, Andy Dufresne endosse l'identité fictive de Randall Stevens, un personnage qu'il avait créé de toutes pièces pour blanchir l'argent de Norton. Il récupère les 370 000 dollars de Norton, placés dans plusieurs banques de Portland et dénonce la corruption de ce dernier en envoyant un courrier à charge à un journal local. Par la suite, la police se rend au pénitencier et arrête le capitaine Hadley. Samuel Norton, lui, met fin à ses jours dans son bureau peu avant d'être arrêté, pour éviter le scandale et la prison.

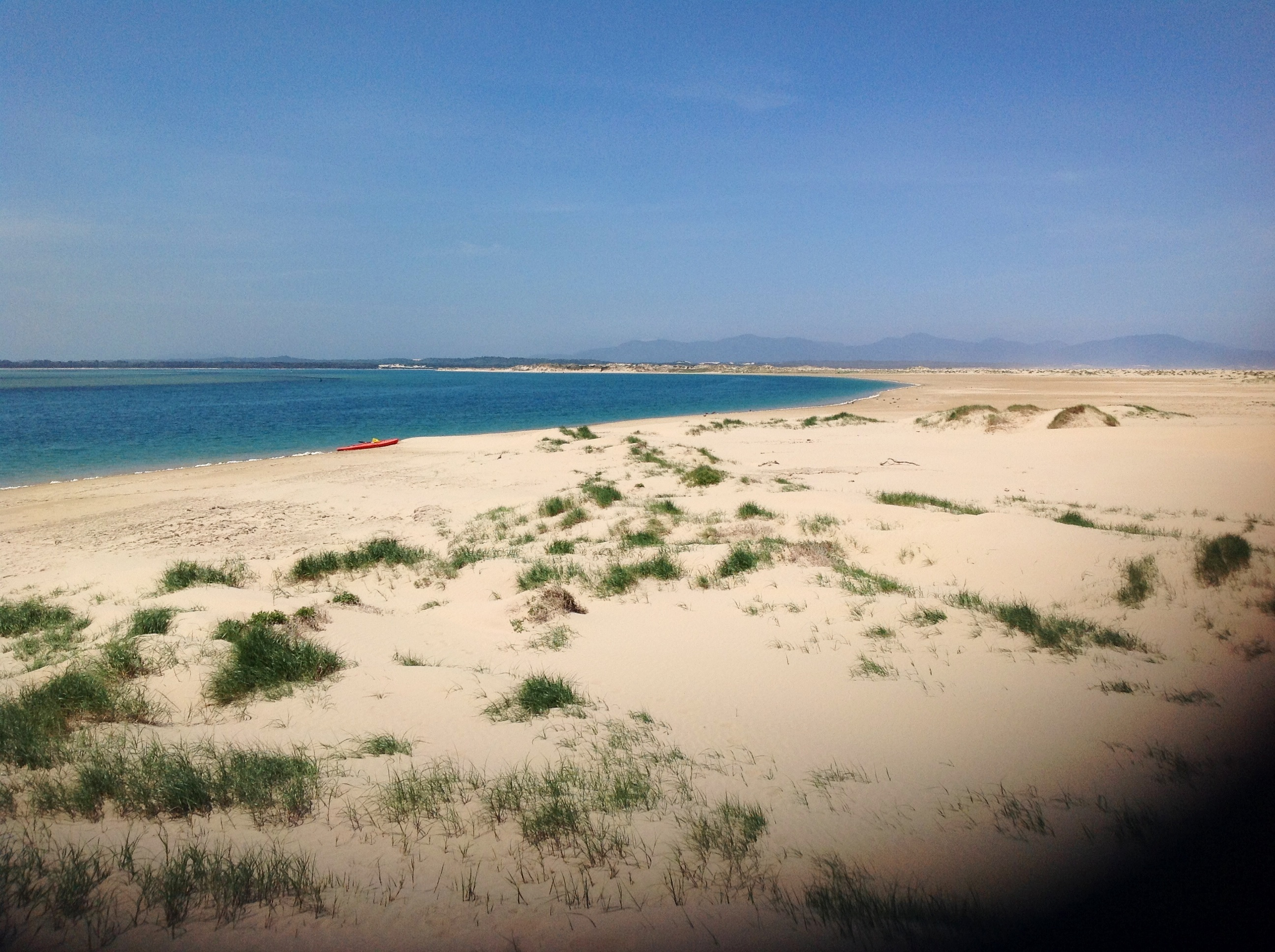
La plage de Zihuatanejo montrée dans le film a en réalité été tournée dans les Caraïbes sur l'île Sainte-Croix, l'une des îles Vierges américaines. La plage de « Zihuatanejo » est le Sandy Point National Wildlife Refuge, une aire protégée pour tortues luths.

Pendant ce temps, Dufresne, toujours en fuite, passe la frontière américano-mexicaine à Fort Hancock au Texas (il envoie d'ailleurs une carte postale de cet endroit à Red, vierge de toute inscription, pour le prévenir sans attirer les soupçons).
Quelque temps plus tard, profitant d'une libération sur parole qu'il n'espérait plus obtenir après avoir purgé quarante années de détention, Red est libéré. Il se rend à Buxton où il trouve la cache dont Andy lui avait parlé, dans laquelle l'attendent une enveloppe remplie d'argent ainsi qu'un message de Dufresne, lui demandant de le rejoindre. Faisant fi de sa libération conditionnelle, Red part le rejoindre au Mexique, comme promis. La scène finale du film montre l'apparition de Red marchant sur la longue plage de Zihuatanejo à la rencontre d'Andy, occupé à poncer un navire sur le rivage et qui, le reconnaissant, le rejoint et lui donne l'accolade.

## Fiche technique
- Titre original : The Shawshank Redemption
- Titre français : Les Évadés
- Titre québécois : À l'ombre de Shawshank
- Réalisation : Frank Darabont
- Scénario : Frank Darabont, d'après le roman court Rita Hayworth et la Rédemption de Shawshank, de Stephen King
- Décors : Terence Marsh
- Costumes : Elizabeth McBride
- Photographie : Roger Deakins
- Montage : Richard Francis-Bruce
- Musique : Thomas Newman
- Production : Niki Marvin, Liz Glotzer et David V. Lester
- Société de production : Castle Rock Entertainment
- Société de distribution : Columbia Pictures, Les Films Columbia TriStar du Canada et Malofilm Vidéo
- Budget : 25 000 000 $[4]
- Pays de production :  États-Unis
- Langue originale : anglais
- Format : Couleurs Technicolor - 1,85:1 - Dolby / SDDS - 35 mm
- Genre : drame carcéral
- Durée : 142 minutes
- Dates de sortie : 
  - Canada : 10 septembre 1994 (festival de Toronto)
  - États-Unis : 23 septembre 1994
  - France : 1er mars 1995

## Distribution
- Tim Robbins (VF : Olivier Cuvellier ; VQ : Benoît Rousseau) : Andy Dufresne
- Morgan Freeman (VF : Benoît Allemane ; VQ : Guy Nadon) : Ellis Boyd « Red » Redding
- Bob Gunton (VF : Hervé Bellon ; VQ : Yvon Thiboutot) : Samuel Norton
- William Sadler (VF : Jérôme Keen ; VQ : Bernard Fortin) : Heywood
- Clancy Brown (VF : Sylvain Lemarié ; VQ : Pierre Chagnon) : le capitaine Byron T. Hadley
- Gil Bellows (VF : Pierre Tessier ; VQ : Gilbert Lachance) : Tommy Williams
- Mark Rolston (VF : Patrick Laplace ; VQ : Jean-Marie Moncelet) : Bogs Diamond
- James Whitmore (VF : Claude Joseph ; VQ : Jean-Louis Millette) : Brooks Hatlen
- Jeffrey DeMunn (VF : Alain Choquet ; VQ : Mario Desmarais) : le procureur de district
- Brian Libby (VF : Michel Fortin ; VQ : Patrick Peuvion) : Floyd
- David Proval (VF : Gilbert Lévy ; VQ : Daniel Lesourd) : Snooze
- Joseph Ragno (VF : Gilbert Lévy ; VQ : Louis-Georges Girard) : Ernie
- Jude Ciccolella : le gardien Mert
- Paul McCrane (VF : Daniel Lafourcade ; VQ : Jacques Lussier) : le gardien Trout
- Renee Blaine : l'épouse d'Andy Dufresne

Sources doublage  : Allodoublage (VF) et doublage.qc.ca (VQ)

## Production
Frank Darabont a acquis les droits d'adaptation du récit de Stephen King après lui avoir présenté un court métrage adapté de sa nouvelle Chambre 312 qui a beaucoup impressionné l'écrivain. Il s'est vu offrir 2 500 000 $ par Rob Reiner (déjà réalisateur de Stand By Me) pour lui laisser le droit de réaliser le film. Mais Darabont, qui n'a alors qu'une expérience de scénariste de films d'horreur, refuse cette offre et choisit d'écrire le scénario et de diriger lui-même le film.

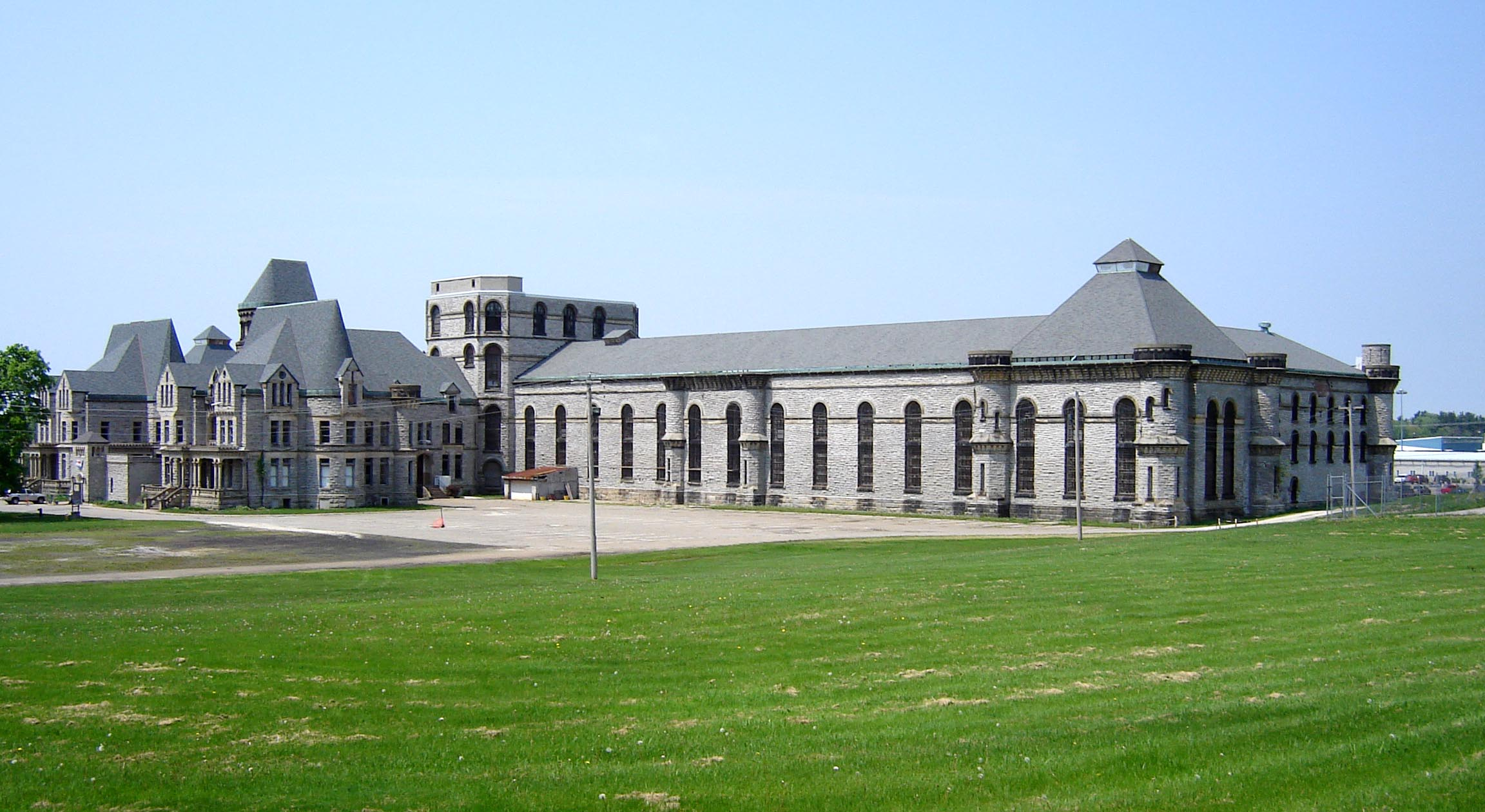
La maison de correction d’État de l'Ohio dans l'Ohio, utilisé comme décor pour la prison d'État de Shawshank.

Bien que Red soit dépeint dans le livre comme un Irlandais aux cheveux roux, Darabont choisit Morgan Freeman pour interpréter ce rôle en raison de sa présence à l'écran et de son charisme. Tom Cruise et Harrison Ford avaient exprimé leur intérêt pour les rôles d'Andy Dufresne et de Red mais, en leur préférant Tim Robbins et Morgan Freeman, Frank Darabont a permis au budget du film d'être diminué de moitié.
Le tournage se déroule du 16 juin au 10 septembre 1993, dans l'Ohio, principalement à la maison de correction d’État de l'Ohio de Mansfield, une ancienne prison fermée en 1990. Les cellules ont, en revanche, été reconstituées dans un décor non loin de la prison.
Le film devait initialement se terminer sur Red prenant le bus pour rejoindre Dufresne mais les producteurs ont insisté pour que la fin soit moins ouverte et Darabont a tourné à contrecœur la scène finale sur la plage, quelques semaines seulement avant la sortie du film.

## Accueil

### Critique
Les Évadés a reçu un accueil critique très positif. Sur le site agrégateur de critiques Rotten Tomatoes, le film obtient un score de 91 % d'avis favorables, sur la base de 81 critiques collectées et une note moyenne de 8,40/10 ; le consensus du site indique : « [Les Évadés] est un drame carcéral édifiant et profondément satisfaisant, avec une mise en scène délicate et de belles performances ». Sur Metacritic, il obtient une note moyenne pondérée de 80 sur 100, sur la base de 20 critiques collectées ; le consensus du site indique : « Avis généralement favorables ».
Pour Janet Maslin du New York Times, cet « impressionnant » premier film sait prendre son temps pour bâtir une histoire de camaraderie portée par les deux interprètes principaux et « fait preuve d'une subtilité surprenante pour un film de ce genre ». Peter Travers de Rolling Stone estime que « Robbins et Freeman ont su s'identifier aux âmes meurtries d'Andy et Red pour créer quelque chose d'indéniablement puissant et émouvant ». Leonard Klady de Variety évoque « un diamant brut » qui témoigne de la force de l'esprit humain ainsi qu'un spectacle « envoûtant », malgré quelques longueurs. Roger Ebert du Chicago Sun-Times évoque une histoire tragique sans être déprimante, car elle sait par moments être drôle et chaleureuse, mais aussi excitante et pleine de suspense aux moments les plus inattendus, mais qui est avant tout « une allégorie sur le fait de conserver sa dignité en dépit de tout ».
Pour Cécile Mury de Télérama, Frank Darabont « sait parfaitement tirer les ficelles d'un thriller ingénieux et captivant » alors que Tim Robbins et Morgan Freeman sont « épatants ». Nicolas Jouenne du Figaro estime que les interprétations des deux acteurs principaux « sont absolument remarquables » et « l'atmosphère oppressante à souhait », alors que « le scénario, savamment alambiqué, offre de nombreux rebondissements et retournements de situation qui ajoutent à la réussite de cette oeuvre ambitieuse ».
Christian Viviani de Positif évoque un « film bien ficelé, très bien joué, mais assez naïvement et mollement réalisé ». Pour Stéphane Bouquet des Cahiers du cinéma, Darabont n'a pas trouvé de « dynamique » et le film « se soucie moins de rythme que d'être un véhicule idéal pour conduire Tim Robbins et Morgan Freeman jusqu'à l'Oscar ». Desson Howe du Washington Post estime que le film est beaucoup trop long et qu'il s'enferme progressivement dans un « sentimentalisme tarabiscoté ».

### Box-office
En revanche, le film a été un échec commercial, rapportant lors de sa sortie au cinéma 28 341 469 $ aux États-Unis et au Canada, soit à peine plus que son budget. En France, il réalise 219 879 entrées. Au cours de son exploitation mondiale, Les Évadés engrange 31 500 000 $ de plus, portant le total de ses recettes à 59 841 469 $.
L'échec du film à sa sortie en salles peut s'expliquer par l'absence de vedettes au générique, l'absence de vedettes féminines, un titre original peu explicite et déroutant pour les spectateurs, et le thème carcéral du film, peu vendeur pour le public. Par ailleurs, il a souffert de la concurrence d'autres films de la même période comme Pulp Fiction et Forrest Gump.

### Popularité ultérieure
Toutefois, après sa sortie en vidéo, Les Évadés acquiert une grande popularité auprès du public, devenant le titre le plus loué et vendu en VHS en 1995.
Dès décembre 1996, le film figure en tête du classement des films de l'Internet Movie Database, basé sur des votes du public avec une note de 8,8 (par 3 000 votants). Succédant au Parrain de Francis Ford Coppola, il occupe cette place de leader de façon ininterrompue depuis 2008 et 300 000 votants à l'époque. Il y a aujourd'hui une note moyenne de 9,3/10 par plus de 2 millions de votants.
En 2007, il est sélectionné pour le Top 100 de l'American Film Institute qui classe les 100 meilleurs films de tous les temps, entrant au 72e rang.
En 2011, le vote des lecteurs du magazine britannique Empire le classe à la quatrième place dans sa liste des 500 meilleurs films de tous les temps.
En France, les internautes du site AlloCiné le classent progressivement dans les tout meilleurs films de tous les temps : 14e meilleur en 2013 et 6e meilleur en 2021.
Il est aussi cité dans le livre de référence 1 001 films à voir avant de mourir.

## Distinctions
Sauf mention contraire, cette liste provient d'informations de l'Internet Movie Database.

### Récompenses
- Chlotrudis Award du meilleur acteur pour Morgan Freeman en 1995.
- Hōchi Film Awards du meilleur film étranger en 1995.
- Humanitas Prize du meilleur film en 1995.
- Award of the Japanese Academy du meilleur film étranger en 1996.
- Kinema Junpō Award du meilleur film étranger en 1996.
- Prix du film Mainichi du meilleur film étranger en 1996.

### Nominations
- Oscars du cinéma 1995 :
  - nomination à l'Oscar du meilleur film
  - nomination à l'Oscar du meilleur scénario adapté - Frank Darabont
  - nomination à l'Oscar du meilleur acteur - Morgan Freeman
  - nomination à l'Oscar de la meilleure photographie - Roger Deakins
  - nomination à l'Oscar de la meilleure musique de film - Thomas Newman
  - nomination à l'Oscar du meilleur montage - Richard Francis-Bruce
  - nomination à l'Oscar du meilleur son
- nomination au Golden Globes du meilleur scénario et meilleur acteur (Morgan Freeman) en 1995.
- nomination au Saturn Awards du meilleur film d'action/aventures/thriller et du meilleur scénario en 1995.
- nomination au Grammy Award de la meilleure bande originale de film en 1995.
- nomination au Chlotrudis Award du meilleur acteur pour Tim Robbins en 1995.

### Conservation
En 2015, le film est sélectionné par le National Film Registry pour être conservé à la Bibliothèque du Congrès des États-Unis, en raison de son intérêt « culturel, historique ou esthétique important ».

## Commentaires

### Analyse
Une des thématiques abordées dans ce film est l'espoir. En effet, les protagonistes du film, des prisonniers condamnés à purger de longues peines d'incarcération, rêvent tous de s'évader. Mais, comme le dit Red, au fil du temps passé derrière les barreaux, les prisonniers deviennent des êtres « institutionnalisés », faisant progressivement partie de l'institution carcérale, devenant dépendants d'elle et, de ce fait, inadaptés à un retour à la vie civile. L'exemple du détenu âgé Brooks montre que c'est le cas : il tente d'égorger Heywood quand celui-ci lui apprend qu'il est libéré. Après sa libération, il avoue dans une lettre à ses anciens co-détenus son incapacité à comprendre le monde extérieur, un « monde pressé » qui a tellement changé depuis son époque, qui évolue sans cesse et qui ne s'arrête jamais ; il finira d'ailleurs par se suicider, ne pouvant supporter cette vie. Plus tard, Red avouera aussi que, dans le monde civil, il n'aurait aucune utilité, ses activités de contrebande pouvant aisément être remplacées par un annuaire téléphonique.
Mais Andy Dufresne s'oppose à cette idée, lui l'homme injustement condamné pour un double meurtre qu'il n'a pas commis. Il garde l'espoir en son cœur malgré sa condamnation à une peine de prison à vie, ses ennuis avec les Trois Sœurs et les machinations du directeur, en creusant un tunnel dans sa cellule pendant de longues années ainsi qu'en s'occupant de la bibliothèque, pour ne pas oublier « qu'il y a des endroits dans le monde qui ne sont pas faits de murs de pierre ».
Dans une discussion entre Red et Dufresne, après que ce dernier a purgé quinze jours d'isolement dus à son exploit en diffusant un extrait des Noces de Figaro aux détenus, Dufresne parle de l'espoir comme d'une chose « en nous, qu'ils ne peuvent atteindre, qu'ils ne peuvent toucher. Qui est à vous ». Red lui rétorque que, en prison, « l'espoir c'est dangereux. L'espoir peut rendre un homme fou », ce qui les brouille pendant un temps. Mais, après l'évasion de Dufresne, quand Red va à Buxton et trouve la lettre de son ami cachée dans un champ, Andy lui affirme dans celle-ci que « l'espoir, c'est une bonne chose, peut-être ce qu’il y a de mieux, et les bonnes choses sont éternelles ».
Finalement, Red semble se ranger lui-aussi à cette idée, en témoigne son monologue à la fin du film : « (...) J'espère que j'arriverai à passer la frontière. J'espère que je verrai mon ami et pourrai lui serrer la main. J'espère que le Pacifique est aussi bleu que dans mes rêves. J'espère ».

### Autour du film
- Le nom du film qui est projeté lorsque Dufresne demande à Red de lui amener Rita Hayworth est Gilda (1946) de Charles Vidor.
- Le film duquel est extrait l'affiche de Raquel Welch, cachant l'entrée du tunnel, est Un million d'années avant J.C. (1966) de Don Chaffey.
- Le disque que fait écouter Andy Dufresne aux prisonniers de Shawshank, acte pour lequel il est sanctionné de 15 jours en isolement, est Sull'aria...che soave zeffiretto (en), extrait des Noces de Figaro de Wolfgang Amadeus Mozart.
- À la fin du film apparaît le message « in memory of Allen Greene », ce dernier était l'agent et ami du réalisateur Frank Darabont ; il mourut du sida peu de temps avant la sortie du film.
- Le journal dans lequel les combines de Norton, le directeur de la prison d'État de Shawshank, sont révélées au grand jour au public, est The Daily Bugle. Il s'agit d'un journal fictif issu de l'univers Marvel, particulièrement de la série Spider-Man. Le titre à la une du journal annonce : « Corruption et meurtre à Shawshank »[32],[33],[34].